# Скалих, Пауль
Пауль Скалих (нем. Paul Skalich, настоящее имя Станислав Павао Скалич, хорв. Stanislav Pavao Skalić; 1534—1573) — немецкий авантюрист хорватского происхождения, алхимик, фаворит герцога Альбрехта Прусского.
Родился в семье школьного учителя в городе Аграм (ныне Загреб). После смерти отца жил с матерью и отчимом в Лайбахе, откуда в 1547 году был направлен епископом Урбаном Текстором для обучения в Венский университет. В 1551 году получил степень магистра богословия, затем в 1552 году защитил докторскую диссертацию в Болонье. Служил при дворе императора Фердинанда I, но в 1557 году был изгнан за мошенничество и перебрался в Тюбинген. В 1559 году опубликовал в Базеле у Иоганна Опорина книгу «Энциклопедии, или Знание о мире наук как священных, так и мирских» (лат. Encyclopaediæ, seu Orbis disciplinarum, tam sacrarum quam prophanarum, epistemon) — раннюю энциклопедию, которая, впрочем, не считается достаточно ценной. В 1560 году вместе со своими друзьями отправился в Северную Европу, поставив перед собой цель научиться добывать золото алхимическим способом.
В 1561 году герцог Альбрехт, следуя рекомендации своего доверенного лица и советника Фридриха фон Каница, вызвал Пауля Скалиха из Тюбингена в Кёнигсберг. Последний представился маркграфом Вероны, потомком итальянского княжеского рода делла Скала, состоявшего в родстве с франконской ветвью династии Гогенцоллернов. Благодаря исключительной хитрости и высокой эрудированности, особенно в области магии и астрологии, которым Альбрехт придавал большое значение, Скалиху удавалось оказывать огромное влияние на стареющего герцога. Последний всецело доверял Паулю и в знак особого расположения подарил ему лес в районе Benkheim (позже его так и называли: Скалихский лес), а также замок Кройцбург. В Кёнигсберге проходимцу принадлежал так называемый Skalichienhof — владения, лежавшие напротив Трагхаймской кирхи и простиравшиеся до улицы Wallsche Gasse. Когда Скалих, преследуя цель дальнейшего усиления влияния, попытался ограничить власть сословий, представители последних вызвали из Польши специальную комиссию. По другой версии, Скалих, подстрекаемый зятем Альбрехта, герцогом Johann Albrecht von Mecklenburg, вынашивал планы свержения Альбрехта Бранденбургского с целью передачи власти Иоганну Альбрехту.
В 1566 году трое сообщников Скалиха, среди них духовник герцога Альбрехта, были казнены перед кнайпхофской ратушей. Самому авантюристу удалось бежать. Лишённый всех своих владений и имущества, Скалих вёл жизнь скитальца и умер в Данциге в 1574 году.